# Carlos Piñeyro
Carlos R. Piñeyro (ur. 1890 w Paryżu, zm. 2000) – argentyński urzędnik konsularny i dyplomata.
Był synem Enrique Piñeyro. Pełnił szereg funkcji w argentyńskiej służbie zagranicznej, m.in. konsula generalnego w Gdańsku (1934-1940), radcy ambasady w Kopenhadze (1945-1947), gdzie odegrał niechlubną rolę w akcji przerzucania nazistów do Argentyny, za co został wydalony przez rząd duński. Następnie pracował jako konsul generalny w Stambule (1948), oraz ambasador w Bejrucie (1949-1953).